# Arcade Classics
Arcade Classics är en samlingskassett till Sega Mega Drive och Sega Game Gear, som innehåller arkadspelen: Pong, Missile Command, och Centipede, plus en uppdaterad Segaversion av varje spel. I Sega Game Gear ersätts  Pong av Ultrapong, som innehåller både Pong och Hockey.

### Fotnoter
1. ↑  ”Arcade Classics” (på engelska). Mobygames. 12 mars 1996. http://www.mobygames.com/game/arcade-classics_. Läst 9 juni 2014.